# أياندا (فلم)
أياندا (بالإنجليزية: Ayanda) وقد يُعرف أيضًا باسمِ أياندا والميكانيكي (بالإنجليزية: Ayanda and the Mechanic) هو فيلم جنوب أفريقي صدر عام 2015 من إخراج سارة بليشر وبطولة فولو موغوفاني وأوه. سي. أوكيجي ونثاتي موشيش. اختارت شركة توزيع الأفلام المستقلة آرَّايْ (بالإنجليزية: ARRAY) تاريخ تشرين الثاني/نوفمبر 2015 للعرضِ الأوليّ للفيلمِ الذي حصلَ على تقييماتٍ إيجابيّة.

## القصّة
تلتقطُ مصورةٌ صورًا وقصصًا لأفارقة في يوفيل بجنوب إفريقيا تتمحور بشكلٍ كبيرٍ حول شخصيّة أياندا وهي مصممةٌ شابةٌ تعمل في مرآب والدها الراحل. عندما تكشفُ والدة أياندا وصديق والدتها المقربان عن حاجتهما لبيع المرآب، تقوم أياندا التي لا ترغب في التخلي عن ذاكرة والدها بخطةٍ لتجديد السيارات القديمة لإنقاذ المرآب ودفعِ رواتب الميكانيكيين المخلصين. يستكشفُ الفيلم الضغوط التي تُسبِّبها مساعي أياندا داخل مجموعة عائلتها وأصدقائها، وهو ما يُثير رغبتها الشديدة في الاحتفاظ بكل شيء عن والدها ضد محاولاتهم للمضي قدمًا.